# Kociovo, Șumen
Kociovo (în bulgară Кочово) este un sat în comuna Veliki Preslav, regiunea Șumen,  Bulgaria. 

## Demografie
Componența etnică a satului Kociovo
     Turci (37,2%)
     Bulgari (42%)
     Nicio identificare (20,34%)
     Altele (0,43%)
La recensământul din 2011, populația satului Kociovo era de 688 locuitori. Nu există o etnie majoritară, locuitorii fiind bulgari (42%) și turci (37,2%). Pentru 20,34% din locuitori nu este cunoscută apartenența etnică.